# Rembert Dodoens
Rembert Dodoens (Mechelen, 29 de juny de 1517 – 10 de març de 1585) va ser un metge i botànic brabançó. També és conegut amb el seu nom llatinitzat de Rembertus Dodonaeus.

## Biografia
Dodoens nasqué a Mechelen. Estudià medicina, cosmografia i geografia a la Universitat de Lovaina. Rebutjà una oferta de ser metge del rei espanyol Felip II però va acceptar la de l'emperador d'Àustria Rudolf II (1575–1578). Després va ser professor de medicina a la Universitat de Leiden des de 1582.
El llibre sobre les herbes de Dodoens Cruydeboeck amb 715 imatges (1554) era influenciat pel de Leonhart Fuchs. Ell dividí el regne de les plantes en sis grups. Aquest llibre es considera per alguns una farmacopea.

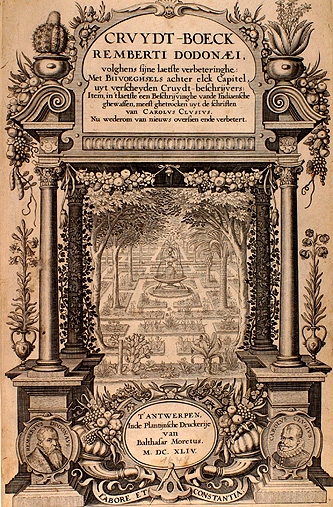
Portada de Cruydt-Boeck

Va ser traduït primer al francès per part de Charles de L'Ecluse (Histoire des Plantes), i a l'anglès (via L'Ecluse) el 1578 per Henry Lyte (A new herbal, or historie of plants), i al llatí el 1583. En la seva època era els llibre més traduït després de la Bíblia. Va tenir renom mundial i usat com llibre de referència durant dos segles.

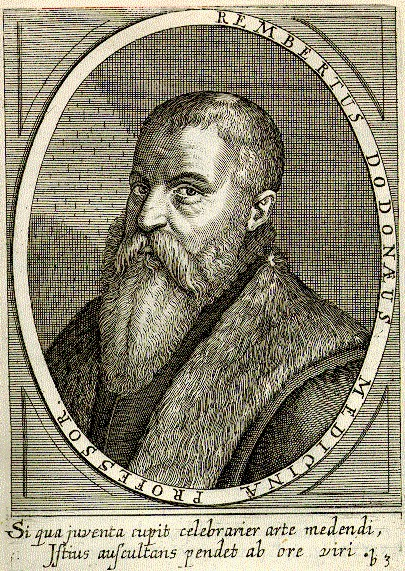
Retrat de Rembert Dodoens

El darrer llibre de Dodoens, Stirpium historiae pemptades sex (1583) era la traducció llatina de Cruydeboeck. Va ser usat com a font per John Gerard per al seu Herball.
Es commemora Dodoens en el gènere de plantes Dodonaea, a qui va donar nom Carl von Linné.

## Algunes obres
- Herbarium (1533)
- Den Nieuwen Herbarius (1543)
- Cosmographica in astronomiam et geographiam isagoge (1548)
- De frugum historia (1552)
- Trium priorum de stirpium historia commentariorum imagines (1553)
- Posteriorum trium de stirpium historia commentariorum imagines (1554)
- Cruydeboeck (1562)
- Physiologices medicinae tabulae (1580)
- Medicinalium observationum exempla rara (1581)
- Stirpium historiae pemptades sex (1583)
- Praxis medica (1616; published posthumously)
- Remberti Dodonaei Mechilensis ... stirpium historiae pemptades sex, sive libri XXX : varie ab Auctore, paullo ante Mortem, aucti & emendati. Antverpiae : Moretus / Plantin, 1616 Digital edition of the University and State Library Düsseldorf.
- Ars medica, ofte ghenees-kunst (1624; publicat pòstumament)